# Poropanchax rancureli
Poropanchax rancureli és una espècie de peix de la família dels pecílids i de l'ordre dels ciprinodontiformes.

## Descripció
- Pot arribar a fer 5 cm de llargària màxima.[2][3]

Els mascles poden assolir els 5 cm de longitud total.

## Hàbitat
És un peix d'aigua dolça, bentopelàgic i de clima tropical (24 °C-26 °C).

## Distribució geogràfica
Es troba a Àfrica: Ghana, Libèria i la Costa d'Ivori.
Es troba a Àfrica: Ghana, Costa d'Ivori i Libèria.

## Vida en captivitat
És difícil de mantindre'l en un aquari.

## Observacions
És inofensiu per als humans.